# John Louis Emil Dreyer

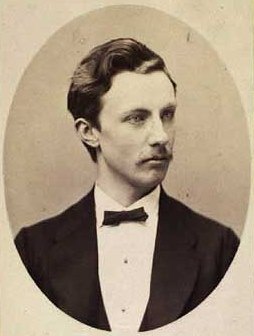
John Louis Emil Dreyer

John Louis Emil Dreyer o Johan Ludvig Emil Dreyer (Copenhaguen, 13 de febrer de 1852 – 14 de setembre de 1926) va ser un astrònom que va néixer a Dinamarca però que va passar la major part de la seva vida a Irlanda. És conegut per ser l'autor d'un dels catàlegs d'objectes astronòmics més famós i usat, el New General Catalogue.

## Vida i obra
El 1874, a l'edat de 22 anys, viatja a Irlanda per treballar com a assistent de Lawrence Parsons, quart comte de Rosse (fill i successor de William Parsons, tercer comte de Rosse qui va construir el major telescopi reflector de l'època, conegut com el Leviathan de Parsonstown) 
La seva contribució més important va ser el monumental New General Catalogue (en català, Nou Catàleg General), del qual se segueixen usant amb assiduïtat els números de catàleg. Posteriorment publicaria dos Index Catalogues (en català, Catàlegs Índex) suplementaris.
Dreyer també va ser un historiador d'Astronomia. L'any 1890 publica una biografia de Tycho Brahe, un famós astrònom del seu país natal, del que en anys posteriors editaria les publicacions així com la seva correspondència inèdita. History of the Planetary Systems from Thales to Kepler (1905) (en català, Història dels Sistemes Planetaris des de Tales a Kepler), la seva visió de la història de l'Astronomia, encara que en alguns aspectes desfasada, encara és una bona introducció a la matèria. Actualment es publica sota el títol de A History of Astronomy from Thales to Kepler (en català, Una història de l'Astronomia des de Tales a Kepler).

## Honors
Premis
- Medalla d'or de la Reial Societat Astronòmica (1916)

Epònim
- El cràter Dreyer de la Lluna